# William Edmund Harper
William Edmund Harper (20 de marzo de 1878 - 14 de junio de 1940) fue un astrónomo canadiense especializado en espectroscopia estelar. La mayoría de su carrera la enfocó al estudio espectroscópico de las estrellas. Publicó más de 50 artículos y en el año de 1924 una tabla con 1100 medidas de paralaje.

## Juventud
Nació en el pueblo de Dobbington, Ontario. Asistió a la escuela secundaria en Owen Sound. Después de su grado de Secundaria en 1896 realizó labores de enseñanza durante tres años en el pueblo de Sharon. 
Cuando recopiló suficientes fondos ingresó a la Universidad de Toronto en 1902 a realizar estudios en matemáticas y física.

## Datos Familiares
Hijo de George Harper un descendiente de inmigrantes ingleses.
En 1909 contrajo matrimonio con Maude Eugenia Hall. Tuvo dos hijas de esta relación Evelyn y Louella.

## Etapa como Astrónomo
Recibió su grado en el año de 1906 y se convirtió en integrante del grupo de trabajo del observatorio Dominio en Otawa, Canadá. Sus trabajos con el equipo de astrofísica incluyeron la medición de la velocidad radial de las estrellas y las determinación de órbitas de estrellas espectroscópicas binarias.
Obtuvo su título de maestría otorgado por la Universidad de Toronto en 1907. 
En 1913 el gobierno canadiense aprobó el proyecto de construcción de un telescopio reflector más potente contando con la colaboración dell Dr. Harper en una comisión nacional para la búsqueda de la ubicación para el observatorio - inicialmente propuso podría ser Victoria- pero tras realizar observaciones desde varios sitios se definió a la colina del observatorio (Observatory Hill), ubicada en Saanich, Columbia Británica como localización definitiva del observatorio astronómico Dominio (Dominion). 
En 1918 el observatorio fue completado y un año después el Dr. Harper fue transferido a este sitio. Se convirtió en director asistente del observatorio en 1924 y luego, en 1936, fue su codirector.
Harper fue miembro de la Real Sociedad Astronómica de Canadá siendo galardonado con medalla de oro. Posteriormente, en el año de 1913, se convertiría en Miembro distinguido. En el periodo de 1928-29 se desempeñó como presidente de dicha organización. 
En 1935 fue distinguido con el grado de doctor honoris causa por la Universidad de Toronto.

## Causa de su muerte
A partir de 1938 su salud fue minada por un ataque de neumonía en su viaje entre Dinamarca y Alemania para asistir como representante de Canadá en la Asamblea General de la Unión Astronómica Internacional en Estocolmo. 
Murió en la ciudad de Victoria mientras se encontraba coordinando la construcción de un centro sismográfico en el observatorio Dominion.